# Luigi Santucci
Œuvres principales
Orfeo in Paradiso
Il ballo della sposa
Luigi Santucci, né le 11 novembre 1918 à Milan et mort le 23 mai 1999 à Milan en Italie, est un écrivain italien. Il est un représentant de la troisième génération de la Ligne lombarde.

## Œuvre
- Limiti e ragioni della letteratura infantile, éd. Barbera, 1942
- Folgore da S. Giminiano, éd. Sansoni, 1942
- Misteri gaudiosi, éd. Gentile, 1946
- In Australia con mio nonno, éd. Mondadori, 1947
- Lo zio prete, éd. Mondadori, 1951
- Chi è costui che viene ?, en coll. avec A. Romanò, éd. Mondadori, 1953
- L'imperfetta letizia, éd. Vallecchi, 1954
- Chiara, I. P. L., 1955
- L'angelo di Caino, éd. Pro Civitate Christiana, 1956
- La letteratura infantile, éd. Fabbri, 1958
- Il libro dell'amicizia, en coll. avec A. Merlin, éd. Mondadori, 1960
- Leggende cristiane, éd. Fabbri, 1962
- Collodi, éd. La Scuola, 1961
- Il Velocifero, éd. Mondadori, 1963
- Donne alla mola, éd. Bietti, 1965
- Prossimo tuo, éd. Ponte Nuovo, 1963
- Poesie con le gambe corte, éd. Mursia, 1966
- Alleluja e altre prose natalizie, éd. Bucciarelli, 1966
- Poesie alla madre, éd. Mursia, 1967
- Orfeo in Paradiso, éd. Mondadori, 1967 – prix Campiello
- Cantico delle cose di Papa Giovanni, éd. Mondadori, 1968
- Cento storie del regno, éd. Fratelli Fabbri, 1968
- Se io mi scorderò, éd. Mondadori, 1969
- Volete andarvene anche voi ? Una vita di Cristo, éd. Mondadori, 1971
- Non sparate sui narcisi, éd. Mondadori, 1971
- Come se, éd. Mondadori, 1973
- Utopia del Natale, éd. Queriniana, 1974
- Il Mandragolo, éd. Mondadori, 1979
- Poesia e preghiera nella Bibbia, éd. Gribaudi, 1979
- Brianza e altri amori, éd. Rusconi, 1981
- L'uomo del flauto. Gesù racconta ai ragazzi la sua storia, éd. San Paolo, 1990
- Il bambino della strega, éd. Mondadori, 1981
- La Lode degli animali, éd. Messaggero, 1981
- Ramon il mercedario, éd. Istituto del dramma popolare, 1981
- Nostra Lombardia, en coll. avec M. Pepi, éd. Grafica e Arte, 1982
- Antifascisti perché ?, en coll. avec L. Bolis, G. Borsellini, éd. Scegliere, 1983
- Il ballo della sposa, éd. Paoline, 1985 – prix Grinzane Cavour
- L'almanacco di Adamo, éd. Paoline, 1985
- Il vangelo secondo gli amici, éd. Bucciarelli, 1985
- Uomo, duomo, controduomo, éd. Banca Popolare di Milano, 1986
- Pellegrini in Terrasanta, éd. Paoline, 1987
- Fuga dall'Egitto, éd. L'obliquo, 1991
- Manoscritto da Itaca, éd. Piemme, 1991
- In taverna coi santi, éd. Piemme, 1991
- Una strana notte di Natale, éd. Piemme, 1992
- Il cuore dell'inverno, éd. Piemme, 1992
- L'incantesimo del fuoco. Racconti natalizi, éd. Interlinea, 1995
- Nell'orto dell'esistenza, éd. SEI, 1996
- Tra pirati e delfini, éd. Bompiani, 1996
- Le frittate di Clorinda, éd. Giunti, 1996
- Cristo nella nostra sorte di scrittori, éd. Quattroventi, 1997
- Il compleanno del bandito, éd. Cartedit, 1998
- Eschaton. Traguardo di un'anima, éd. Interlinea, 1999
- Con tutta l'amicizia. Carteggio tra Don Primo Mazzolari e Luigi Santucci. 1942-1956, éd. Paoline, 2001
- Autoritratto disegnato con le pagine più significative delle mie opere, dir. G. Badilini, éd. Ancora, 2004
- Confidenze a una figlia curiosa, dir. Emma Santucci, éd. Gribaudi, 2007